# Kingston (Nueva Jersey)
Kingston es un lugar designado por el censo ubicado en los condados de Somerset, Mercer y Middlesex en el estado estadounidense de Nueva Jersey. En el año 2010 tenía una población de 1,493 habitantes y una densidad poblacional de 109 personas por km².

## Geografía
Kingston se encuentra ubicado en las coordenadas 40°22′22″N 74°36′46″O / 40.37278, -74.61278.

## Demografía
Según la Oficina del Censo en 2000 los ingresos medios por hogar en la localidad eran de $65,962 y los ingresos medios por familia eran $80,242. Los hombres tenían unos ingresos medios de $56,371 frente a los $46,250 para las mujeres. La renta per cápita para la localidad era de $34,457. Alrededor del 1% de la población estaba por debajo del umbral de pobreza.